# Aaron ben Mosze ben Aszer
Aaron ben Mosze ben Aszer (אהרון בן משה בן אשר; czasem skracane do Ben Aszer; ur. ok. 900 w Tyberiadzie, zm. w 960, prawdopodobnie w Jerozolimie) – ostatni i najsławniejszy z pięciu masoretów pochodzących ze znanego masoreckiego rodu ben Aszerów.
Ben Aszer jest autorem przepisów masoreckich Diqduque ha-Te'amin (wydane drukiem w 1517) oraz Szemon Suggin, zbioru 80 podobnie brzmiących wyrazów hebrajskich. Ten ostatni zbiór stał się częścią masory końcowej (masora finalis) i wszedł w skład masoreckiego dzieła Ochla we-Ochla (wyd. 1864). Zaopatrzony w znaki samogłoskowe i akcenty ustalony przez ben Aszera tekst hebrajski Pisma Świętego, sporządzony według dokładnych przepisów masoreckich, stał się poprzez najlepsze zachowane w całości manuskrypty (Kodeks Leningradzki, Kodeks z Aleppo) powszechnie przyjętym w wydaniach Pisma Świętego (textus receptus). Ben Aszer pracował także nad tekstem aramejskim.